# Апаш (револьвер)
Револьвер «Апаш» (англ. Apache revolver) — тип карманного комбинированного шпилечного револьвера, который выпускался бельгийской компанией Луи Дольнэ в городе Льеж (фр. Liège) в 1870-х годах. Данный револьвер приобрёл известность как «фирменное» оружие «апашей» (фр. Les Apaches), — так в начале XX века, именовала себя парижская преступная группировка, которая позаимствовала одноимённое название воинственного североамериканского индейского племени — апа́чи. Собственно, отсюда и произошло название револьвера.
Данный образец не следует путать с испанским автоматическим пистолетом Apache калибра 6,35 мм ауто (компания «Охангурен и Видоса», город Эйбар, Испания (исп. Ojanguren y Vidosa), 1920-е годы) и с дешёвой копией револьвера Colt Police Positive калибра .38 (компания Фаб. де Армас Гарантисада, город Эйбар (исп. Fabrica de Armas Garantizada), 1920-е год), также имеющего аналогичное название ‘Apache’.

## Конструкция

Конструкция Апаша

По своему типу «Апаш» представлял собой так называемый «пепербокс» («перечницу») — каждая камора барабана служила одновременно и стволом, поэтому барабан был существенно длиннее 7-мм патрона. Соответственно, ствол отсутствовал, и пуля выстреливалась через отверстие в перемычке рамки револьвера, прикрывающей барабан спереди. Остальная часть оружия была и вовсе уникальна: рукоять револьвера отливалась из стали или латуни, в ней были просверлены отверстия под пальцы, и она могла складываться под барабан и рамку, так как крепилась на шарнире. Спусковой крючок также был складным. В сложенном положении владелец мог зажать барабан в ладони, просунув пальцы через отверстия в рукоятке, в результате чего он становился обладателем прочного кастета. Помимо этого, к нижней части рамы револьвера перед барабаном крепился на шарнире складной волнообразный клинок кинжального типа, имеющий пружинный механизм. Клинок мог складываться под раму или, при необходимости, раскладываться при нажатии на специальную кнопку.

## Аналоги
Во время Второй мировой войны в Великобритании пытались запустить серийное производство компактного комбинированного оружия на «государственном уровне» для снабжения бойцов Сопротивления. Для этого компания Royal Small Arms Factory взяла за основу «Апаш».

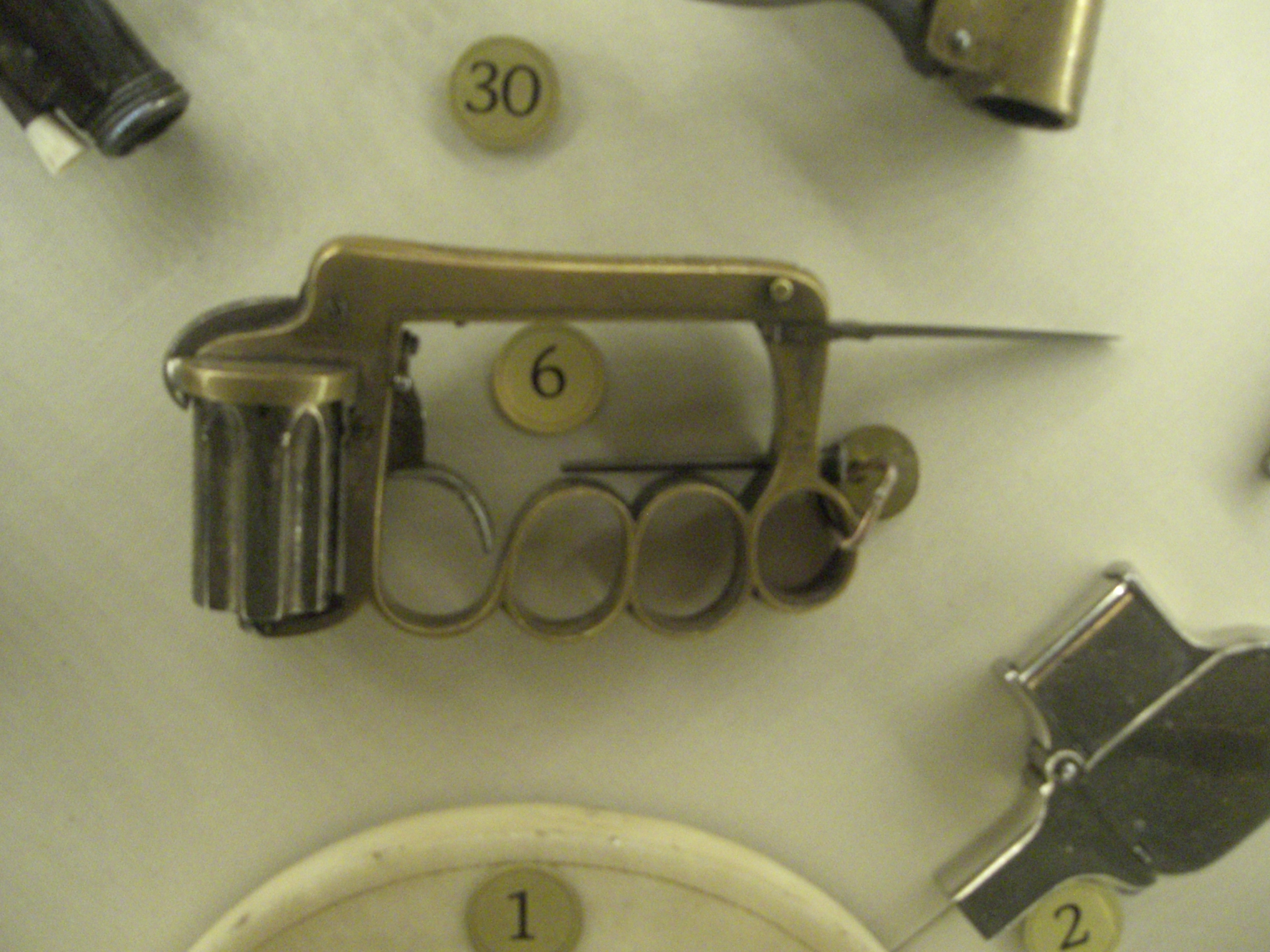
Разновидность Апаша

 В 1942 году отдел разработок Royal Small Arms Factory предложил свой вариант такого оружия — «Пистолет, Револьвер, 9-мм, D.D.(E.) 3313». В отличие от «Апаша», D.D.(E.) 3313 имел шестизарядный барабан под патрон калибра 9 × 19 мм Парабеллум, короткий гладкий ствол, ударно-спусковой механизм с витой боевой пружиной. Рукоятка D.D.(E.) 3313 имела три отверстия под пальцы, четвёртый палец помещался в выемке рамки. Если рукоятка была сложена, то выстрел был невозможен. Кинжальное лезвие было прямое. В 1943 году проект D.D.(E.) 3313 был отклонен. Вместо этого револьвера приняли упрощенный однозарядный пистолет «Либерейтор» и английский пистолет-пулемёт «СТЭН».